# Anicla federalis
Anicla federalis là một loài bướm đêm trong họ Noctuidae.